# Инкарас
«И́нкарас» (лит. FK Inkaras) — литовский футбольный клуб из Каунаса. Основан в 1937 году при заводе резиновых изделий «Инкарас», расформирован в 2003 году. Название переводится как якорь. 
В 1989 году играл в 5-й зоне во второй лиге чемпионата СССР. В этот сезон, как большинство команд Литовской ССР, принимавших участия в чемпионатах СССР, играл в зеленых с белой полосой или белых с зелёной полосой с правого плеча в нижнюю сторону футболках, в белых шортах и белых гетрах.
Бело-синие цвета за командой укрепились в 1995 году, когда главным спонсором стала фирма «Грифас», занимавшаяся международными автоперевозками. В то время стал популярнейшим футбольным клубом Каунаса.

## Названия
- 1937—1988 — «Инкарас»;
- 1989 — «ШВСМ-Инкарас»;
- 1990 — «АСММ Инкарас»;
- 1991 — «Витис-Инкарас»;
- 1991—1994 — «Инкарас»;
- 1994—1997 — «Инкарас-Грифас»;
- 1997—1999 — «Инкарас»;
- 2000 — «Атлетас-Инкарас»;
- 2001—2003 — «Инкарас».

## Достижения
- Во второй лиге СССР — 22 место (в зональном турнире второй лиги 1989 год).
- Чемпион Литвы (1995, 1996).
- Обладатель Кубка Литвы (1994/95).
- Чемпион Литовской ССР (1950, 1951, 1954, 1964, 1965).
- Обладатель Кубка Литовской ССР (1948, 1949, 1951, 1954, 1965, 1969).

## Выступления в еврокубках
| Сезон     | Турнир          | Раунд                 | Соперник        | Дома | В гостях | Общий счёт |  |
| --------- | --------------- | --------------------- | --------------- | ---- | -------- | ---------- |  |
| 1995/1996 | Кубок УЕФА      | Предварительный раунд | Брондбю         | 0:3  | 0:3      | 0:6        |  |
| 1996/1997 | Кубок УЕФА      | Предварительный раунд | Славия София    | 1:1  | 3:4      | 4:5        |  |
| 1997/1998 | Кубок УЕФА      | Предварительный раунд | Боби-спорт Брно | 3:1  | 1:6      | 4:7        |  |
| 1998      | Кубок Интертото | Первый раунд          | Бакы Фехлеси    | 1:0  | 0:1      | 1:1        |  |
| 1998      | Кубок Интертото | Второй раунд          | Вердер          | 0:1  | 1:4      | 1:5        |  |